# Mauremys mutica
Mauremys mutica – gatunek żółwia z rodziny batagurowatych (Geoemydidae), występujący w Chinach, Tajwanie, Japonii i Wietnamie. Jest krytycznie zagrożony wyginięciem.

## Systematyka
Obecnie oprócz podgatunku nominatywnego wyróżnia się podgatunek Mauremys mutica kami zamieszkujący archipelag Riukiu w Japonii. Ostatnie badania wykazały, że możliwe jest wyróżnienie kolejnych podgatunków, zwłaszcza na terenie Wietnamu oraz chińskiej prowincji Hajnan.
Mauremys mutica dał początek kilku hybrydom żółwi bagiennych, które traktowane są jako oddzielne gatunki. „Mauremys” iversoni jest hybrydą powstałą głównie na chińskich farmach żółwi, ale występuje również na wolności, głównie jako połączenie Mauremys mutica i Cuora trifasciata. Gatunek „Mauremys” pritchardi jest z kolei hybrydą z Mauremys reevesii.

## Morfologia
Głowa szara lub brązowa z szeroką żółtą linią rozciągającą się od oczu do ucha. Broda i szyja żółta. Plastron żółty z dużą czarną plamą na każdej tarczy (w niektórych populacjach w większości lub całkowicie czarny). Karapaks brązowy. Samce mają lekko wklęsły plastron, samice zupełnie płaski. Samce mają dłuższe i grubsze ogony.
Rozmiary
Długość karapaksu do 19,6 cm.

## Zasięg występowania
Mauremys mutica występuje w Chinach, Tajwanie, Wietnamie i Japonii (archipelag Riukiu, introdukowany także na główne wyspy kraju). W Chinach rozpowszechniony na wschodzie i południowym wschodzie kraju, w prowincjach Hubei, Anhui, Jiangsu, Zhejiang, Fujian, Guangdong i Hajnan oraz regionie autonomicznym Kuangsi.

## Biotop
Niewielkie zbiorniki wodne. W Wietnamie żółwie te odnaleźć można w bagnach, stawach i wolno płynących potokach w nizinnych regionach w północnej i północno-środkowej części kraju.

## Pokarm
Wszystkożerny, żywi się m.in. korzeniami i pędami roślin oraz bezkręgowcami takimi jak owady, rureczniki czy pijawki.

## Status zagrożenia i ochrona
W Czerwonej księdze gatunków zagrożonych IUCN Mauremys mutica klasyfikowany jest jako gatunek krytycznie zagrożony (CR – Critically Endangered).
Do zagrożeń dla gatunku należą polowania i handel, niszczenie naturalnego środowiska poprzez zanieczyszczenie wody, zwiększone użycie nawozów i pestycydów, oraz zmiana podmokłych terenów w ziemie uprawne.
Gatunek chroniony przez Konwencję o międzynarodowym handlu dzikimi zwierzętami i roślinami gatunków zagrożonych wyginięciem CITES (załącznik II).